# Petar Brzica

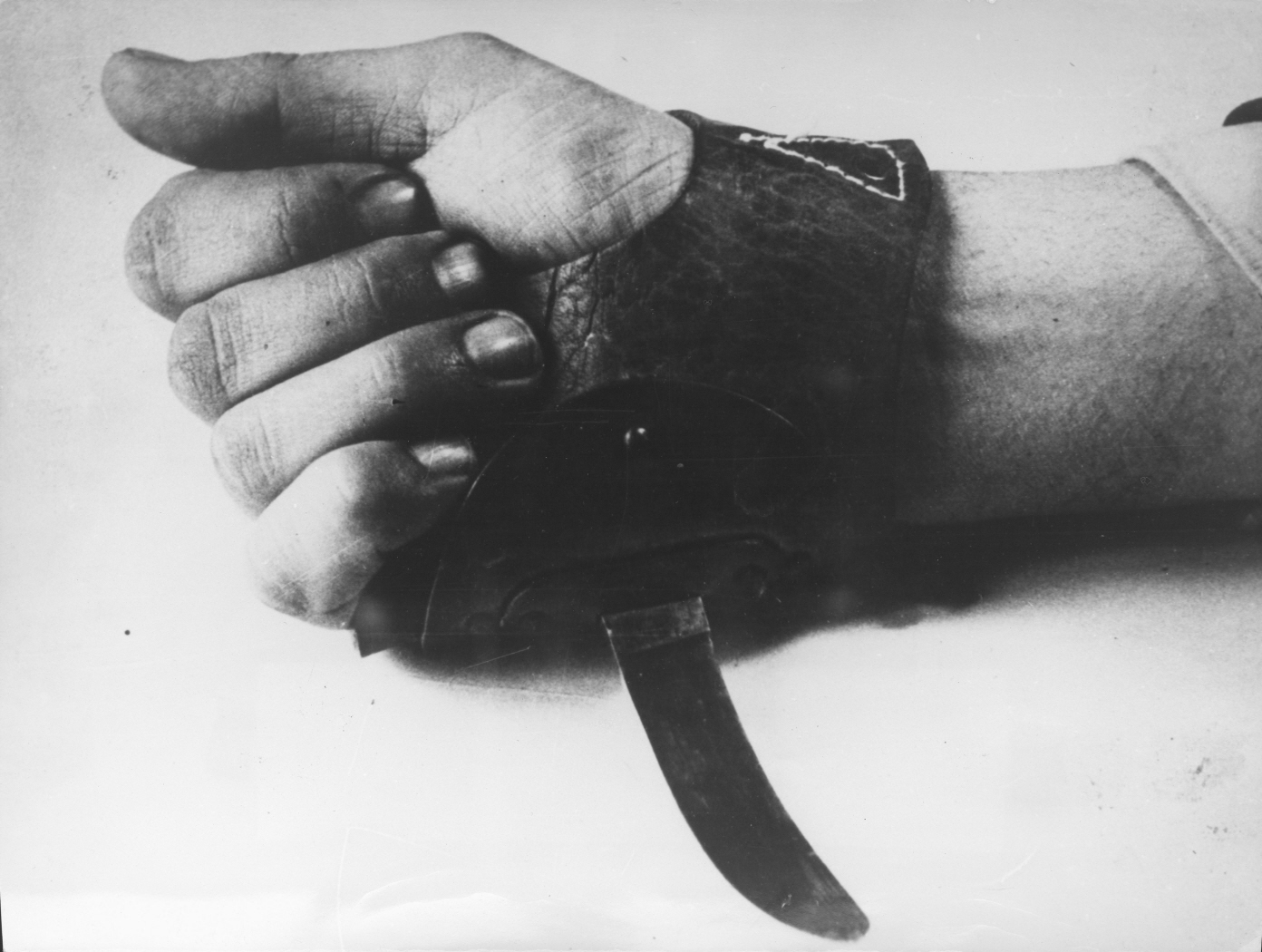
El «srbosjek» (‘corta-serbios’), cuchillo utilizado por Petar Brzica para masacrar a sus víctimas.

Petar Brzica (Nacido en 1917), alias "Pero",  fue un croata fascista, franciscano y criminal de guerra de la Segunda Guerra Mundial. Antes de la guerra era un estudiante becado en el colegio franciscano de Široki Brijeg (en Herzegovina) y miembro de la Gran Hermandad de Cruzados. Es conocido por sus crímenes en el campo de concentración de Jasenovac.

## Antes de la Segunda Guerra Mundial
Pasó algún tiempo estudiando Derecho en Zagreb, donde se convirtió en miembro de la Juventud Católica Ustashá y más tarde en miembro del gobierno fascista ustashá croata (1941-1945) y uno de los guardias en el campo de concentración de Jasenovac. Como integrante de la Milicia Ustacha, ocupó el rango de teniente.

## Crímenes
Si bien es conocido por haber golpeado a un preso hasta causarle la muerte en marzo de 1943, se destacó por haber ganado un horrendo concurso el cual consistía en matar a la mayor cantidad posible de prisioneros serbios recién llegados al campo de concentración de Jasenovac utilizando un cuchillo llamado "srbosjek". Brzica se jactaba de haber ganado el concurso luego de haber masacrado a la mayor cantidad de prisioneros, mató a 1.360 personas en una sola noche. Algunas otras fuentes afirman que el número de víctimas es menor situándolas entre las 670 y 1100.
Petar Brzica recibió un reloj de oro, vajilla de plata, una banquete compuesto por cerdo asado y vino, entre otros elementos, como recompensa por ganar el "concurso". Escapó a los Estados Unidos luego de la guerra, pero se perdió el rastro acerca de su paradero en la década de 1970, por lo que nunca pudo ser procesado por sus crímenes. No obstante, en una publicación croata del año 2009 aparece una fotografía suya reciente, ya muy anciano, pero en un aparente buen estado de salud, sonriendo junto a la entrada de un restaurante o café.

## Testimonio de las atrocidades
A continuación se podrá apreciar una cita brindada por Mile Friganovic, uno de los participantes de la masacre del sábado 29 de agosto de 1942, en la cual Petar Petar Brzica asesinó a 1360 personas en el campo de concentración de Jasenovac:

El franciscano Petar Brzica, Ante Zrinusic, Sipka y yo apostamos para ver quién mataría más prisioneros en una noche. La matanza comenzó y después de una hora yo maté a muchos más que ellos. Me sentía en el séptimo cielo. Nunca había sentido tal éxtasis en mi vida, después de un par de horas había logrado matar a 1100 personas mientras los otros pudieron matar entre 300 y 400 cada uno. Y después, cuando estaba experimentando mi más grandioso éxtasis, noté a un viejo campesino parado mirándome con tranquilidad mientras mataba a mis víctimas y a ellos mientras morían con el más grande dolor. Esa mirada me impactó en medio de mi más grandioso éxtasis y de pronto me congelé y por un tiempo no me pude mover. Después me acerqué a él y descubrí que era del pueblo de Klepci, cerca de Capljina, y que su familia había sido asesinada y enviado a Jasenovac después de haber trabajado en el bosque. Me hablaba con una incomprensible paz que me afectaba más que los desgarradores gritos a mi alrededor. De pronto sentí la necesidad de destruir su paz mediante la tortura y así mediante su sufrimiento poder yo restaurar mi estado de éxtasis para poder continuar con el placer de infligir dolor.

Lo aparté y lo hice sentar conmigo en un tronco. Le ordené gritar: «¡Viva el poglavnik [‘caudillo’] Pavelic!», o le cortaría una oreja. Vukasin no habló. Le arranqué una oreja. No dijo una palabra. Le dije otra vez que gritara «¡Viva Pavelic!» o que le arrancaría la otra oreja. Le arranqué la otra oreja. Grita: ‘¡Viva Pavelic!’, o te arranco tu nariz y cuando le ordené por cuarta vez gritar ‘¡Viva Pavelic!’ y lo amenacé con arrancarle el corazón con mi cuchillo, me miró y en su dolor y agonía me dijo: ‘¡Haga su trabajo, criatura!’ Esas palabras me confundieron, me congeló, y le arranqué los ojos, le corté la garganta de oreja a oreja, le arranqué el corazón y lo tiré al pozo. Pero algo se rompió dentro de mí y no pude matar más durante toda esa noche.

El franciscano Pero Brzica me ganó la apuesta porque había matado a 1360 prisioneros y yo pagué sin decir una palabra.
Mile Friganovic

Después de la derrota de la Alemania nazi, cuando la mayoría de sus cómplices murieron en batalla o colgados en la horca, Brzica pudo salir de Croacia y trasladarse en secreto a Estados Unidos. Allí estuvo bajo estrecha atención policial.
En los años 1970, Yugoslavia exigió su extradición a Estados Unidos. Sin embargo, debido al estallido de la Guerra Fría y los antagonismos políticos entre los bloques capitalista y socialista (que incluía a Yugoslavia), el Gobierno estadounidense se negó a entregar al criminal a Belgrado.
En los años 1990 también se intentó extraditarlo desde Estados Unidos.
Vivió hasta una edad avanzada y murió en 2007 (a los 90 años) o en 2010 (a los 93 años).